# Nicolae Paulescu

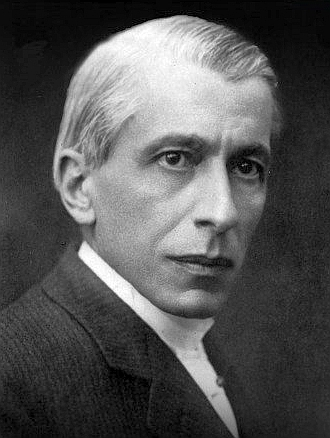
Nicolae Paulescu

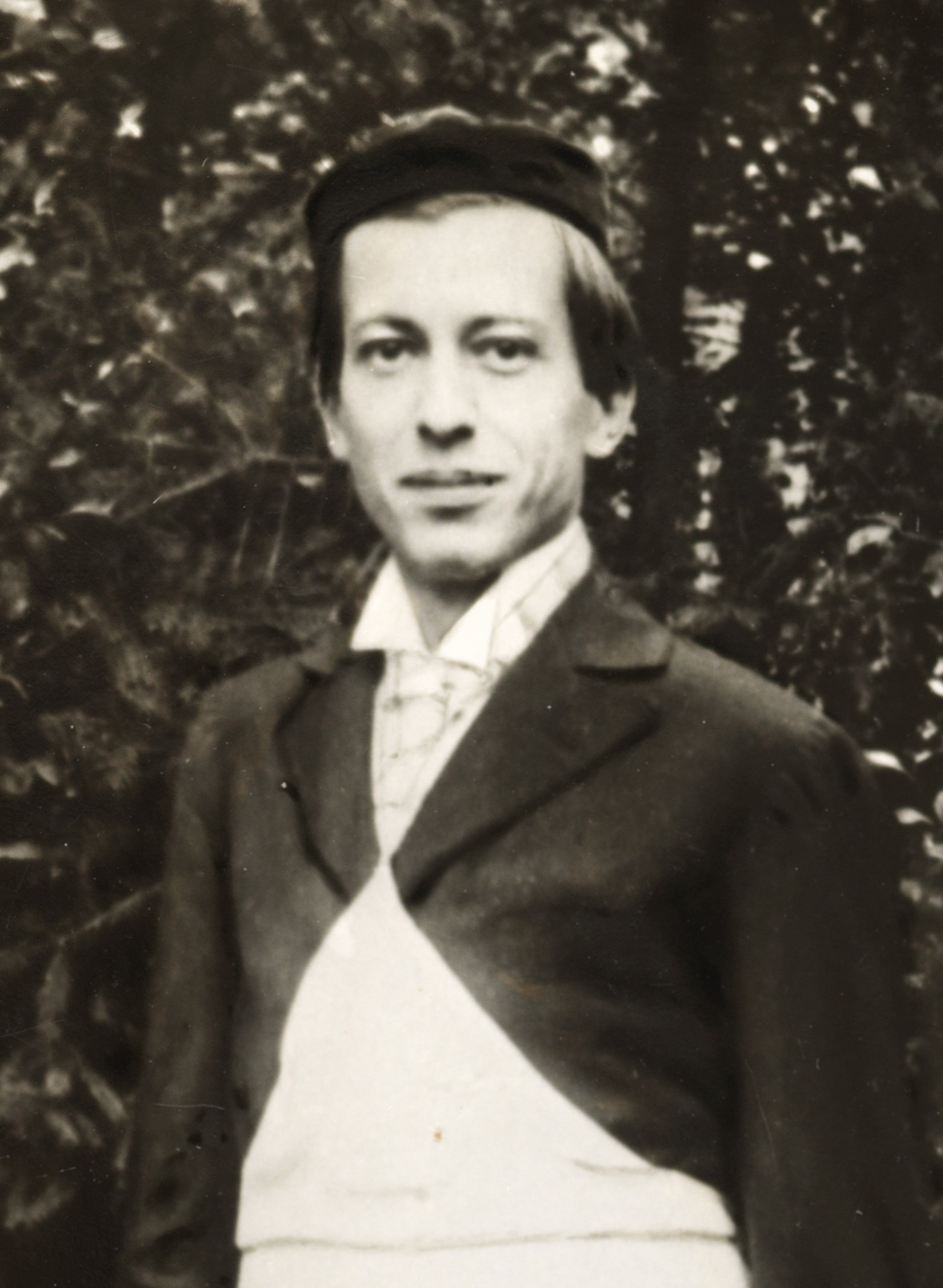
Nicolae Paulescu, 1897

Nicolae Paulescu (* 30. Oktober 1869 in Bukarest; † 17. Juli 1931 ebenda) war ein rumänischer Physiologe, Professor und der Entdecker des Insulins.

## Lebenslauf
Schon in seinen frühen Schuljahren zeigte er großes Interesse an den Naturwissenschaften, insbesondere an Physik und Chemie, aber auch an den klassischen Sprachen (Latein und Altgriechisch), die er fließend beherrschte, und auch an Französisch. Im Herbst 1888 begann er ein Medizinstudium in Paris. 1897 erwarb er den Doktortitel in Medizin und gleichzeitig den Rang eines Generalchirurgen am Notre Dame du Perpetuel-Secours-Krankenhaus. 1900 kehrte Paulescu nach Rumänien zurück, wo er bis zu seinem Tod als Physiologie-Professor und Direktor des St. Vincent de Paul-Krankenhauses in Bukarest tätig war.

## Entdeckung des Insulins
Schon seit einiger Zeit war bekannt, dass der Diabetes mellitus durch eine Erkrankung der Bauchspeicheldrüse (Pankreas) verursacht werden kann.
Im Jahr 1916 stellte Paulescu ein wässriges Extrakt aus Bauchspeicheldrüsen her, das er durch Aufarbeitung von Schlachtabfällen gewonnen hatte, und verabreichte dieses Extrakt einem zuckerkranken Hund, dessen Diabetes dadurch wirkungsvoll behandelt wurde. Das Extrakt nannte er Pancrein. Nach einer durch den 1916 erfolgten Eintritt Rumäniens in den Ersten Weltkrieg verursachten Pause setzte er nach Kriegsende ab 1921 seine Forschungen zu diesem neu entdeckten antidiabetischen pankreatischen Hormon fort.
Zwischen dem 24. April und 23. Juni 1921 veröffentlichte Paulescu in mehreren Arbeiten seine Forschungsergebnisse in den Sitzungsberichten der Gesellschaft für Biologie in Bukarest. Darin wurden die Wirkungen der Pancrein-Injektionen auf zuckerkranke und gesunde Versuchstiere beschrieben. Im August 1921 publizierte er in Lüttich seine Ergebnisse unter dem Titel Recherche sur le rôle du pancréas dans l'assimilation nutritive (Forschung bezüglich der Rolle des Pankreas in der Nahrungsmittelassimilation) in den Archives Internationales de Physiologie. Er ließ sich das Verfahren zur Herstellung von Pancrein am 10. April 1922 vom Ministerium für Industrie und Handel in Rumänien unter der Patentnummer 6254 patentieren.
Im Februar 1922, acht Monate nachdem Paulescu die Ergebnisse seiner Arbeit veröffentlicht hatte, publizierten an der University of Toronto die Kanadier Frederick Grant Banting und John James Richard Macleod, beide Mitarbeiter der Universität Toronto, ihre Resultate über die erfolgreiche Behandlung eines an Diabetes mellitus leidenden kleinen Jungen mit einem alkoholischen Pankreasextrakt. Dies war die erste Anwendung eines solchen Extraktes am Menschen, was Paulescu nie versucht hatte. Nach erstaunlich kurzer Zeit, d. h. schon im Folgejahr nach ihrer Entdeckung, erhielten beide den Nobelpreis für Physiologie oder Medizin zugesprochen. Erst viele Jahrzehnte später wurde die Leistung Paulescus bei der Entdeckung des Insulins öffentlich anerkannt.

## Antisemitismus
Politisch stand Paulescu den extremen Rechten nahe und vertrat einen vehementen Antisemitismus, der in seiner nebulösen Irrationalität in seltsamem Kontrast zu seinen Leistungen als Naturwissenschaftler stand. In seinem 1913 in Bukarest veröffentlichten Buch "Physiologische Philosophie: Krankenhaus, Koran, Talmud, Kahal und das Freimaurertum" zeichnete er das Bild einer jüdisch inspirierten Verschwörung gegen die rumänische Nation ("Das Judäo-freimaurerische Komplott gegen die rumänische Nation"). In dieser Schrift stellte er auch die Frage, was die Rumänen gegen die Juden tun könnten, und beantwortete sie mit „Ausrottung“. Paulescu war ein enger Vertrauter des  politischen Antisemiten Alexandru C. Cuza und veröffentlichte in den 1920er Jahren mehrere antisemitische Schriften, unter anderem "Degenerarea rasei jidănești" (1928) (Die Degeneration der jüdischen Rasse) und "Die Juden und der Alkoholismus". Nach der Übersetzung der „Protokolle der Weisen von Zion“, einer fiktiven antisemitischen Schrift, ins Rumänische bekräftigte er in „Complot jidano-francmasonic împotriva neamului Românesc“ (1924) seine Verschwörungstheorie.
Am 27. August 2003 hätte ein Denkmal für Paulescu am Hôtel-Dieu-Krankenhaus in Paris enthüllt werden sollen. Nach dem Protest mehrerer jüdischer Organisationen, unter anderem des Simon-Wiesenthal-Zentrums, wurde die Zeremonie abgesagt. Das Präsidium der International Diabetes Federation (Internationale Diabetes-Gesellschaft) beschloss im Jahr 2005: „The International Diabetes Federation would not be associated with Nicolae Paulescu and there would be no Paulescu Lecture at World Diabetes Congresses should such a request be received“ (Die Internationale Diabetes-Gesellschaft wird sich nicht auf Nicolae Paulescu berufen und es wird keine Paulescu-Gedenkvorlesung auf den Welt-Diabetes-Kongressen geben, sollten uns solche Anfragen erreichen.)